# Nesvětice
Nesvětice je před rokem 1500 zaniklá středověká vesnice na pomezí mosteckého a teplického okresu v k. ú. Libkovice u Mostu. Vesnice se nachází mezi obcí Mariánské Radčice a zaniklými obcemi Libkovice a Jenišův Újezd v prostoru hnědouhelného lomu Bílina 500 m od těžební jámy (situace ze září 2012). Těžební jáma se k Nesvěticím přibližuje o 50-100 m ročně a nakonec je plánovitě pohltí nejpozději v roce 2022.

## Archeologický výzkum
V 60. letech 20. století byly na místě vesnice lokalizovány archeologické nálezy a při výzkumu z let 1984 až 1988 zde bylo objeveno rozsáhlé středověké pohřebiště spolu se zbytky dvou zděných staveb, z nichž jedna byla pokládána za kostel. Podle závěrů publikovaných v 80. letech se mělo jednat o farní kostel ve vsi Nesvětice (též Nespěšice), která byla historickými zprávami doložena z rozmezí let 1238-1409, a k němu příslušný hřbitov. Archeologický výzkum však probíhal na relativně malé ploše a na spoustu otázek neodpověděl.
V roce 2011 se na lokalitu archeologové vrátili v rámci terénního projektu Archeologického ústavu AV ČR v Praze a Severočeských dolů. V průběhu dvou sezón (2011-2012) se podařilo znovu lokalizovat pohřebiště, překryté zčásti deponií ornice. Zároveň došlo (díky geofyzikálním průzkumům) nedaleko od pohřebiště k objevu pozůstatků protiletadlové obrany chemických závodů z druhé světové války. Od roku 2013 byl zahájeny plošné výzkumy obou lokalit, které se postupně rozšířily na další polohy v okolí. Výzkum dělostřeleckých baterií z druhé světové války a jejich zázemí se stal v průběhu dvou let největší českou archeologickou výzkumnou akcí svého druhu. V případě pohřebiště a kostela se ukázalo, že jejich datování spadá do 11.-13. století. Dále se očekává, že budou identifikovány také hroby ze 14.-15. století, avšak prozatím nebyly doloženy (stav 2019). Doposud bylo prozkoumáno přes tisíc hrobů žen, mužů a dětí, datovatelných do rozmezí od poloviny 11. do poloviny 13. století - z hlediska počtu pohřbených jde o zatím o největší známý raněstředověký hřbitov v Čechách. Samotná vesnice, hledaná již od 80. let, byla spolehlivě lokalizována až v roce 2018. Zůstaly po ní zbytky základů domů, případně suterénů.

## Historie
První zmínka o obci je z roku 1238, kdy byla v držení Ludvíka z Nesvětic. Nejpozději v roce 1341 se však stala majetkem oseckého kláštera. Písemné zprávy se až na výjimky se dotýkají zdejší fary, která podle odváděných desátků (v letech 1352-1405) poskytovala duchovní správu přibližně stejnému počtu farníků jako blízké kostely v Libkovicích a Mariánských Radčicích. Krátce před husitskými válkami záznamy o Nesvěticích mizí. V novověku zůstala uchována tradice o její existenci v pověstech a v pomístním názvu "Missplitz" či "Nissplitz", který vznikl zkomolením z původního pojmenování "Nespěšice".